# Jukiv, Slavuta
Jukiv (în ucraineană Жуків) este o comună în raionul Slavuta, regiunea Hmelnîțkîi, Ucraina, formată numai din satul de reședință.

## Demografie
Componența lingvistică a comunei Jukiv
     Ucraineană (98,49%)
     Rusă (1,51%)
Conform recensământului din 2001, majoritatea populației comunei Jukiv era vorbitoare de ucraineană (98,49%), existând în minoritate și vorbitori de rusă (1,51%).